# Кухта, Мартин

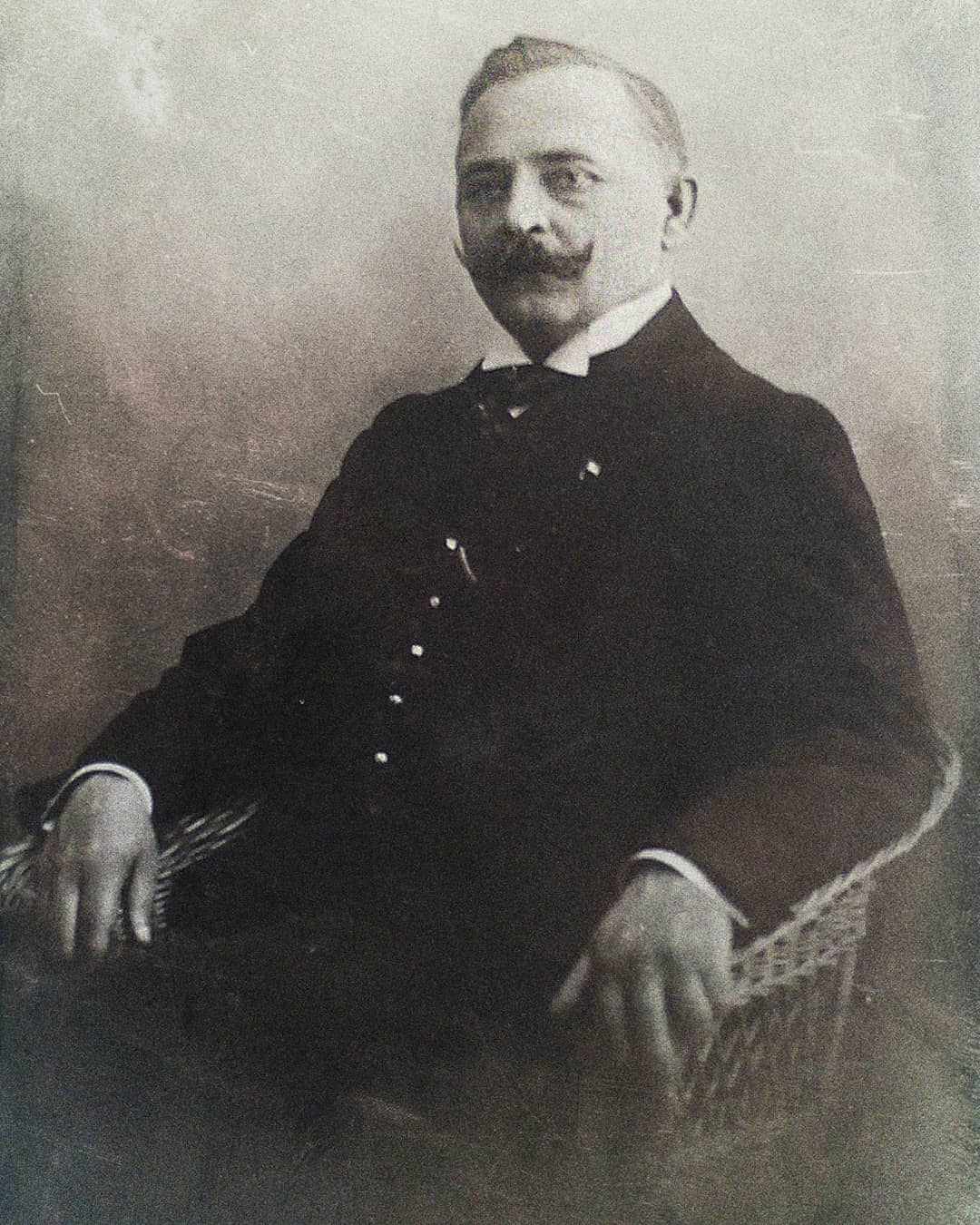

Ма́ртин Ку́хта (бел. Марцін Кухта, лит. Martynas Kukta; 1875, Ковенская губерния ― 1956) ― литовский печатник, издатель книг на литовском, а также польском, русском, белорусском языках.

## Биография
Происходил из многодетной крестьянской литовской семьи. После учёбы в Санкт-Петербурге там же работал наборщиком и метранпажем. Скопив необходимую сумму, при поддержке Пятраса Вилейшиса основал небольшую типографию, в которой работал до 1904 года.
После снятия запрета на литовскую печать латинским шрифтом вернулся на родину и помог Пятрасу Вилейшису открыть в Вильне первую литовскую типографию, в которой печаталась газета «Вильняус жинёс» („Vilniaus žinios“). Мартин Кухта был её заведующим с 1904 по 1906 год.
В 1906 году основал собственную типографию с правом печатать книги на всех европейских языках. Первоначально типография располагалась в доме по улице Дворцовой, 4 (ныне улица Университето), в здании бывшего алумната. 10 ноября 1906 года из типографии Кухты вышел первый номер белорусской газеты «Наша ніва». В 1911 году типография Кухты была переведена на улицу Татарскую (ныне Тоторю).
Печатал произведения Франциска Богушевича, Максима Богдановича, Якуба Коласа, Тётки и других белорусских писателей, этнографические материалы, календари, сборники к газете «Наша ніва», ноты с белорусскими песнями и танцами и др.
В своём последнем стихотворении умирающий в Ялте Максим Богданович писал:

У краіне светлай, дзе я уміраю, 

У белым доме ля сіняй бухты 

Я не самотны, я кніжку маю 

З друкарні пана Марціна Кухты.
перевод
В стране светлой, где я умираю, 

В белом доме у синей бухты

Я не одинок, я книжку имею

Из издательства пана Мартина Кухты.

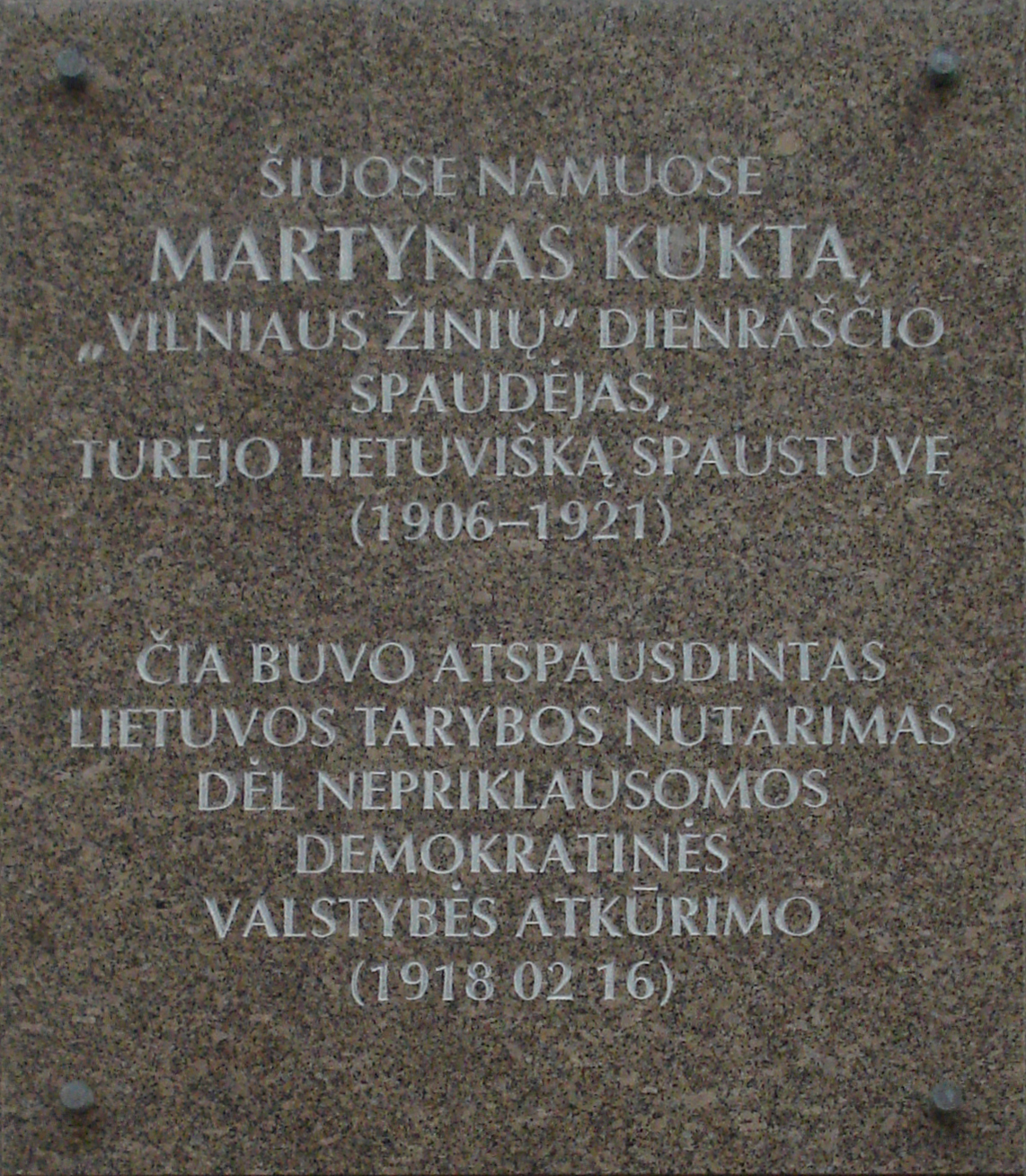
Мемориальная доска в Вильнюсе на здании, в котором в 1906—1921 годах располагалась типография Мартина Кукты (ул. Тоторю 20)

Мартин Кухта выпускал запрещенные цензурой произведения («Скрипка белорусская» Гаврилы из Полоцка (Тётка), а также различные издания на польском языке. В виленской типографии Кухты до Первой мировой войны было отпечатано свыше 300 литовских книг и брошюр, здесь же печатались литовские периодические издания „Balsas“, „Lietuvis“, „Lietuvos aidas“ («Летувос айдас»), „Lietuvos žinios“, „Viltis“ («Вильтис») и другие газеты, а также журналы. За свою деятельность Мартин преследовался властями.
В 1918 году за публикацию Акта независимости Литвы Кукта был арестован немецкими оккупационными властями, а типография разгромлена. В декабре 1918 года в его типографии были отпечатаны первые литовские почтовые марки.
В 1924 году Мартин переехал в Каунас, куда вывез своё полиграфическое оборудование и где продолжал заниматься изданием книг и календарей до 1934 года.
В 2005 году в Вильнюсе была торжественно открыта мемориальная доска, посвященная Мартину Кухте.